# Eidverbund der Adligen

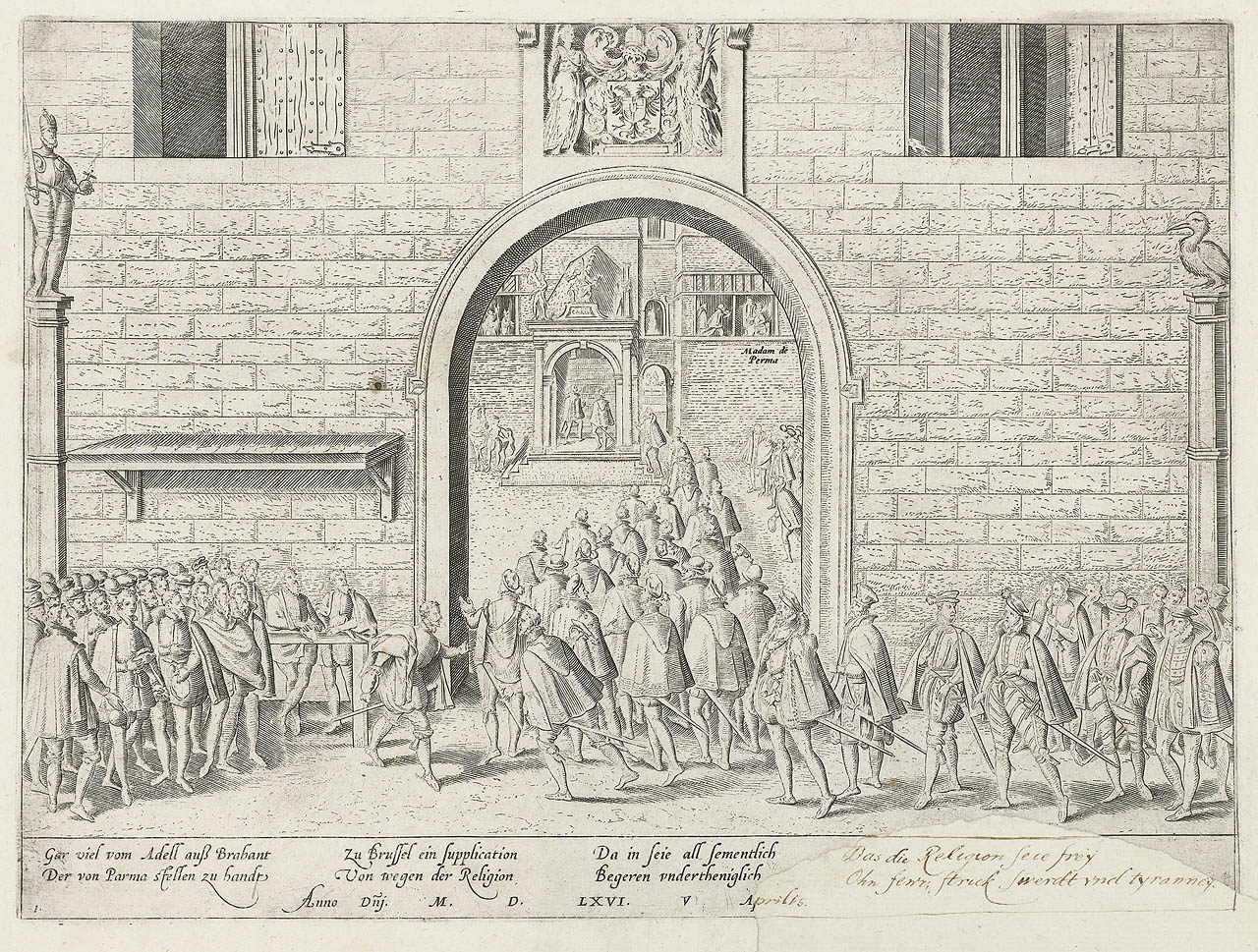
Radierung: Präsentation der Bittschrift, von Frans Hogenberg

Heinrich von Brederode überreicht Margarethe von Parma die Bittschrift der Adligen.

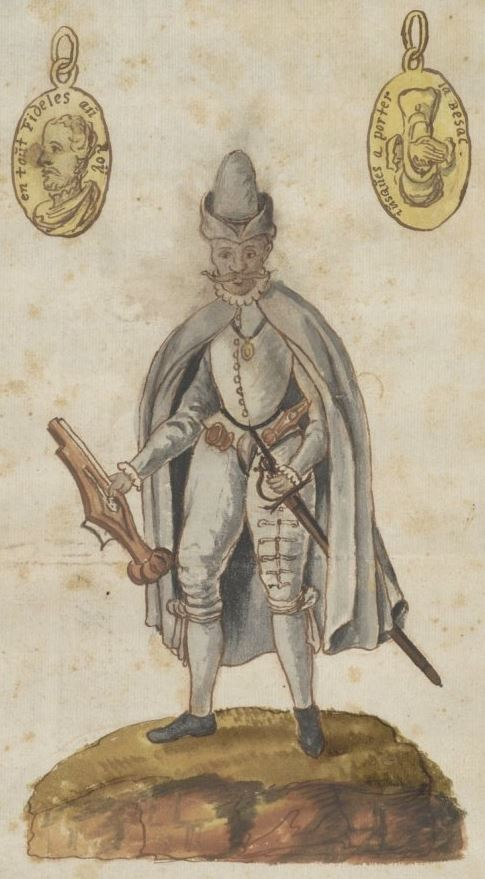
Federzeichnung aus dem 16. Jahrhundert eines Mitgliedes des Eidverbundes der Adligen mit dazugehöriger Symbolik: graue Livree, Geusenpfennig, Bettelnapf, Schwert, Pistole und türkischer Schnurrbart.

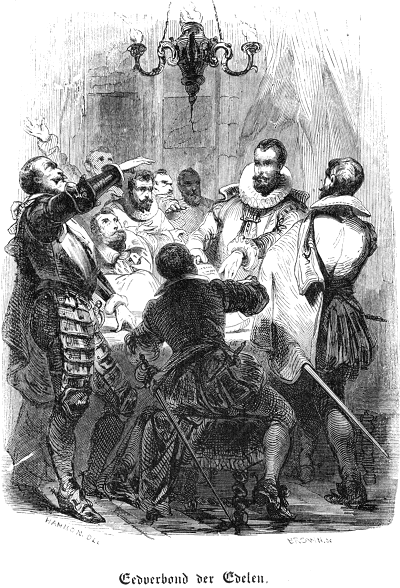
Illustration des Eidverbundes der Adligen aus dem 19. Jahrhundert (Hendrik Conscience, Geschiedenis van België, Geschichte Belgiens 1859)

Der Eidverbund der Adligen (niederländisch Eedverbond der Edelen) war ein Bündnis des Adels, hauptsächlich aus dem Süden der Burgundischen Niederlande (heute überwiegend Belgien und Luxembourg), das im 16. Jahrhundert die Auflösung der Inquisition und eine Entschärfung der Verfolgung von Protestanten forderte. Der Eidverbund spielte eine Rolle im Vorfeld des Achtzigjährigen Krieges.

## Geschichte
Der Anführer des Verbundes war Graf Heinrich von Brederode, flankiert von den Grafen Floris von Pallandt und Ludwig von Nassau. Sie kanalisierten die wachsende Unzufriedenheit des niederen und mittleren Adels mit protestantischen Sympathien. Dem Vorbild der französischen Hugenotten folgend, wollten sie sich mit all jenen zusammenschließen, die sich für den Religionsfrieden einsetzten. Die Führer des Hochadels – Graf Lamoraal von Egmond, Fürst von Gavere, Graf Philippe de Montmorency van Hoorn und sein jüngerer Bruder Floris van Montmorency, Baron von Montigny, Graf Antoine II. de Lalaing und Fürst Wilhelm I. von Oranien – hielten sich zunächst zurück.
Wilhelm von Oranien stand über seinen Bruder Ludwig von Nassau mit dem Verbund in Kontakt. Neben der Furcht vor der Einführung der Spanischen Inquisition und der Abneigung gegen strenge religiöse Verordnungen spielten für den Adel auch die Bemühungen um die Aufrechterhaltung der eigenen Position eine Rolle. Viele Adelige waren verarmt und ihres Einflusses beraubt durch den Aufstieg von Beamten als ausführende Kräfte der Verwaltung.
Am 5. April 1566 versammelten sich etwa 200 Adelige aus allen Teilen der Niederlande. Sie verschafften sich Zugang zum Palast von Coudenberg und deren Anführer Van Brederode übergab der Statthalterin Margarethe von Parma die sogenannte „Bittschrift der Adligen“. Darin wurde die Inquisition aufs Schärfste verurteilt und unverblümt mit einem bewaffneten Aufstand gedroht, wenn die Verfolgung nicht ein Ende nehmen sollte. Im Übrigen richtete sich die Bittschrift dennoch nicht gegen die Autorität des Königs, der Regierung oder der Kirche.
Bei der Übergabe wurden die Adeligen mit dem Namen gueux („Bettler“) beschimpft, den sie fortan als eine Art Ehrentitel trugen. Daher stammt die Bezeichnung „Geusen“ für die Aufständischen des Achtzigjährigen Krieges.
Der reformatorische Bildersturm vom August 1566 veranlasste den Adel zu einem Abkommen mit Margarethe von Parma (23. August 1566). Die Adeligen würden Margarethe bei der Wiederherstellung der öffentlichen Ordnung unterstützen, solange die protestantischen Gottesdienste an Orten, wo sie Fuß gefasst hatten, ungestört blieben. Der Eidverbund wurde daraufhin aufgelöst, wodurch der Aufstand keine Führung mehr hatte.
Eine verbliebene Gruppe, der so genannte Compromis van Breda, bot im Februar 1567 erfolglos eine neue Bittschrift an. In Deutschland verbündeten sich geflohene Adlige zu einem neuen Eidverbund unter Dietrich Sonoy.

## Die wichtigsten Mitglieder des Verbundes der Adligen
- Ludwig von Nassau-Dillenburg (1538–gefallen 1574)
- Heinrich von Brederode (1531–1568), genannt der 'Große Geuse'
- Floris van Pallandt (1537–1598)
- Jan van Marnix (1537–gefallen 1567)
- Hendrik Bentinck, Drossart von Culemborg
- Johan Ripperda tot Weldam (1536–1591)
- Adolf van der Aa (gefallen 1568)
- Wessel van den Boetzelaer (1500–1575)
- Jan van Casembroot (ca. 1525–enthauptet 1568)
- Otto van den Boetzelaer (ca. 1530–1568)
- Lancelot von Brederode (enthauptet 1573)
- Jan van der Does (1545–1604)
- Albrecht von Egmont (gest. 1595)
- Charles de Boisot (ca. 1530–1575)
- Barthold Entens van Mentheda tot Middelstum (1539–gefallen 1580)
- Nicolaas de Hames (ca. 1528–1568)
- Gislain de Fiennes (gest. 1577)
- Daniël van den Boetzelaer (ca. 1525–1591)
- Philips van der Aa (gest. 1586)
- Frederik van Dorp (1547–1612)
- Willem Bloys van Treslong (ca. 1529–1594)
- Dirk van Bronkhorst-Batenburg (enthauptet 1568)
- Gijsbert van Bronkhorst-Batenburg (enthauptet 1568)
- Jan van Montigny (enthauptet 1568)
- Rutger van den Boetzelaer (1534–1604)
- Wilhelm IV. von dem Bergh (1537–1586)
- Dietrich Sonoy (1529–1597)
- Seerp Galama (1528–1581)
- Floris van den Boetzelaer (ca. 1520–ca. 1575)
- Jacob van Ilpendam (enthauptet, 1568)
- Bernard van Merode (1510–1591)
- Karl von Mansfeld (1543–1595)
- Arent van Duvenvoirde (1528–1599)
- Gemme van Burmania (1523–1602)
- Wilhelm II. von der Mark (1542–1578)